# Romuald Spychalski
Romuald Spychalski (ur. 1928 w Kłodawie, zm. 4 sierpnia 2018) – polski śpiewak operowy.

## Życiorys
Wykształcenie muzyczne odebrał w Łodzi i w początkowym okresie kariery związał się z tamtejszą Rozgłośnią Polskiego Radia. W 1951 debiutował na deskach Opery Śląskiej w Bytomiu, rolą Stefana w Strasznym dworze – Stanisława Moniuszki. Spychalski z Operą Śląską związany był do 1955 kiedy to został
solistą Opery Łódzkiej (od 1967 Teatr Wielki w Łodzi) i ze sceną tą związany był do przejścia na emeryturę w 1980. W sezonie 1963/1964 przebywał na stypendium w Mediolanie (La Scala). W trakcie swojej kariery scenicznej wcielał się między innymi w Pinkertona w Madame Butterfly i Cavaradossiego w Tosce – Giacomo Pucciniego, Jontka w Halce – Stanisława Moniuszki, czy Alfreda w Traviacie – Giuseppe Verdiego. Dokonał także nagrań fonograficznych, a w 2013 nakładem wytwórni Teddy Records ukazała się płyta kompaktowa pt. Romuald Spychalski Arie, duety, pieśni, piosenki z lat 50/60 zawierająca jego archiwalne nagrania.
Jego żoną była śpiewaczka operowa Izabella Nawe-Spychalska (sopran koloraturowy), synem zaś tenor Romuald Spychalski.

## Odznaczenia[7]
- Krzyż Kawalerski Orderu Odrodzenia Polski
- Złoty Krzyż Zasługi
- Medal 40-lecia Polski Ludowej
- Odznaka „Zasłużony Działacz Kultury”
- Honorowa Odznaka miasta Łodzi